# Argemone aurantiaca
Argemone aurantiaca là một loài thực vật có hoa trong họ Anh túc. Loài này được Ownbey mô tả khoa học đầu tiên năm 1958.